# Corocotta

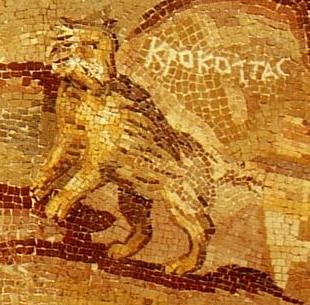
Rappresentazione sul Mosaico del Nilo

Nell'antichità classica, la corocotta (o crocotta o crocuta) era un animale fantastico, una sorta di cane-lupo selvaggio dell'India e dell'Etiopia, ritenuto acerrimo nemico dell'uomo e del cane.

## Origine del nome
La parola crocuta deriva del greco Κροκόττας (Krokottas), a sua volta derivata dal sanscrito koṭṭhâraka, ancora una volta proveniente da kroshṭuka (entrambe le parole volte ad indicare lo sciacallo dorato).

## Caratteristiche
L'animale fu descritto, tra gli altri, da Plinio il Vecchio nella sua Naturalis historia (libro VIII, capitolo 30).
Plinio descrive la corocotta come un animale dalla forza incredibile e con la capacità di digerire istantaneamente le sue prede. Secondo Plinio, l'accoppiamento di una corocotta con un leone poteva generare la leucrotta (leucrota, leucrocuta, leucrocotta, o leocrocotta), un'altra terribile fiera in grado di imitare la voce umana per attirare gli uomini.
Entrambi gli animali sono stati successivamente descritti in numerosi bestiari medievali, oltre che nel Manuale di zoologia fantastica di Borges.

## La corocotta e la iena

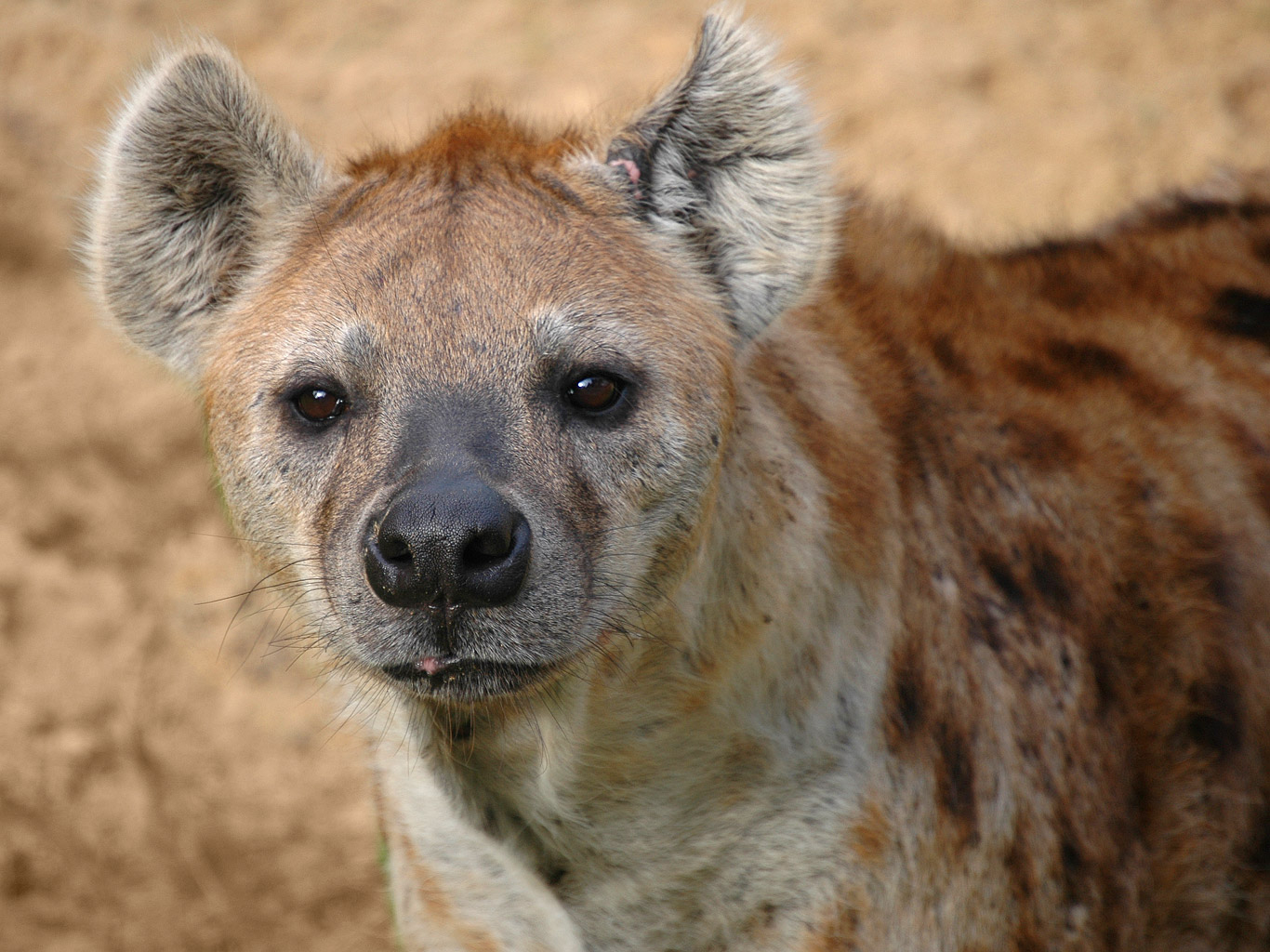
Esemplare di crocuta crocuta (iena maculata)

Il nome della mitica bestia è stato in seguito ripreso come nome scientifico per la iena maculata (crocuta crocuta), poiché anticamente fu ritenuto un prestito dal latino crocutus, traducibile con "color zafferano", in riferimento al colore del mantello della bestia mitologica, anche se si trattava di una paretimologia.

## Nella cultura successiva
- Telefonate dall'aldilà, Supernatural, episodio 14 stagione 3.
- Nel videogioco del 2018 Assassin's Creed: Odyssey, il personaggio può affrontare e sconfiggere la creatura.